# 施萊多夫
施莱多夫（德語：Schlehdorf，發音：[ˈʃleːˌdɔʁf]）是德国巴伐利亚州上巴伐利亚行政区巴特特尔茨-沃尔夫拉茨豪森县的市镇，面积25.39平方千米，2023年12月31日人口为1,319人。